# Leonhard Keil
Leonhard Keil (* 12. Juni 1858 in Beilingen im Eifelkreis Bitburg-Prüm; † 5. März 1929 in Bad Kreuznach) war ein deutscher römisch-katholischer Geistlicher und Domkapitular im Bistum Trier.

## Leben
Leonhard Keil absolvierte nach dem Abitur im Jahre 1879 ein Studium der Philosophie und Theologie an der Päpstlichen Universität Gregoriana in Rom und promovierte zum Dr. phil. und Dr. theol. 
Am 28. Oktober 1885 erhielt er die Priesterweihe und war von 1886 bis 1892 als Kaplan an St. Kastor  in Koblenz tätig.
Bevor er 1899 zum Pfarrer an der Basilika St. Johann  in Saarbrücken wurde, war er Vikar in Neumagen (1892), Pfarrer in Gondelsheim (1892–1895) und Pfarrer in Quierschied (1895–1899). 
In seine Amtszeit fällt der Bau des neuen Pfarrhauses in St. Johann sowie die Gründung des katholischen Arbeitervereins St. Michael und des Kirchenbauvereins St. Michael. 1902 wurde er Dechant von Saarbrücken und war in dieser Funktion Vorsteher mehrerer Priester aus verschiedenen Pfarreien des Dekanats. 

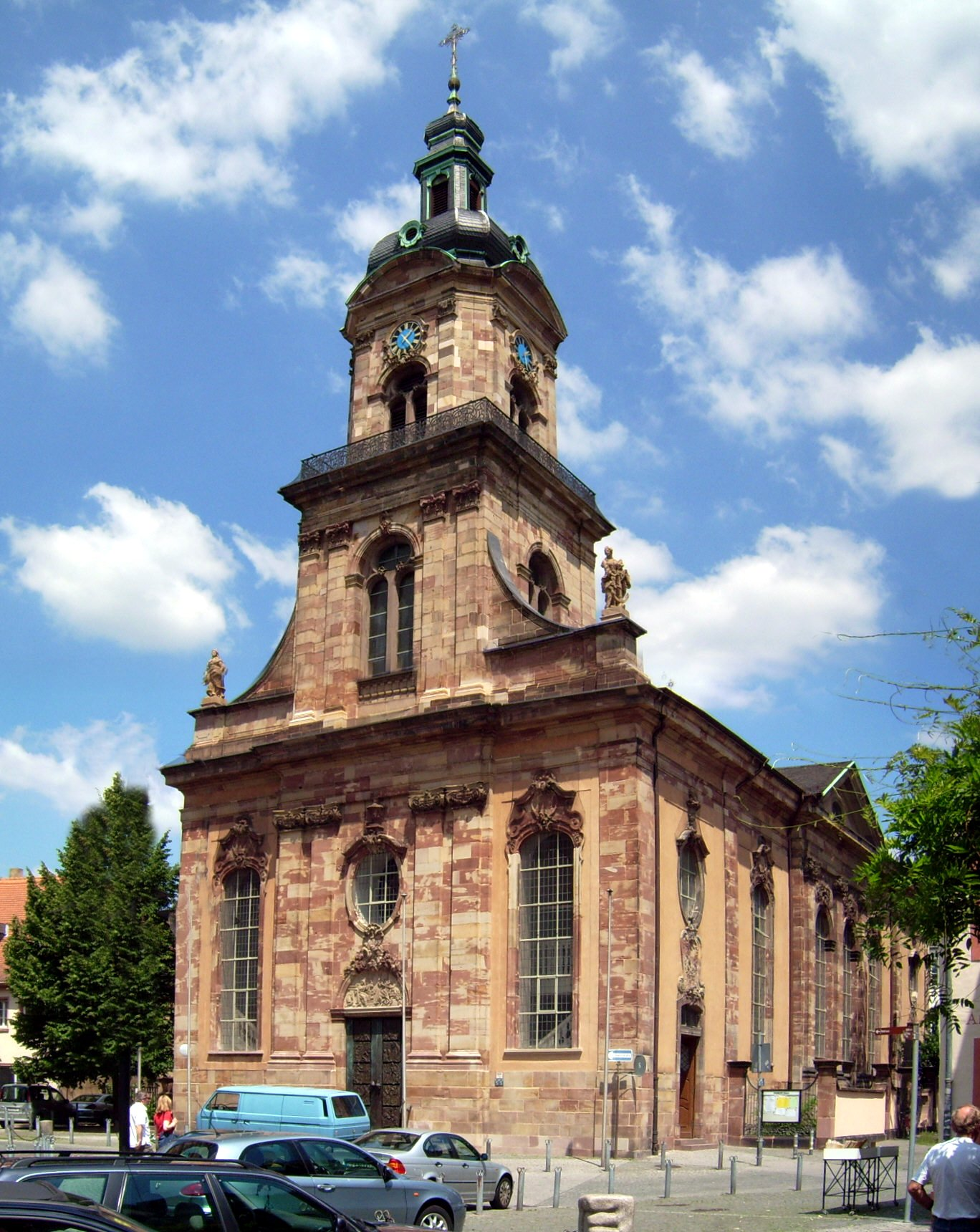
Basilika St. Johann in Saarbrücken, Wirkungsstätte des Leonhard Keil

Zehn Jahre später, am 1. Oktober 1912, ernannte ihn die preußische Regierung zum Domkapitular. 
Von 1916 an wirkte er als Dompfarrer in der Basilika St. Johann.

### Schriften
- 1926 Promotionslisten der Trierer philosophischen Fakultät ( 1604-1795 )
- Heft 8 der Reihe Corpus Catholicorum: Batholomäus Latomus, zwei Streitschriften gegen Martin Bucer[3]

### Auszeichnungen
- 23. Mai 1922 Ernennung zum Geistlichen Rat durch den Trierer Bischof Franz Rudolf Bornewasser